# Pana Tinani
L'isola di Pana Tinani è un'isola della Papua Nuova Guinea, che si trova a nord dell'isola Tagula nell'arcipelago delle Louisiade, ed è bagnata dal Mare delle Salomone a nord e da quello dei Coralli a sud.
Amministrativamente fa parte del Distretto di Samarai-Murua nella Provincia della Baia Milne, appartenente alla Regione di Papua.